# Jacky Clech'
Pour les articles homonymes, voir Clech.
 (décembre 2018).
Jacky Clech', né le 4 juin 1966, est un dessinateur français de bande dessinée.

## Biographie
Jacky Clech' a fait ses études aux Beaux-Arts à Caen et l'école des Gobelins, puis il exerce pendant environ quinze ans dans le dessin animé. Ayant envoyé des dessins aux éditions Glénat, il signe ses premiers contrats. Il collabore avec plusieurs personnalités, notamment Jean-Marie Bigard, qui souhaite adapter ses sketches en bande dessinée. Par la suite, il signe des albums avec Les Inconnus et avec Pierre Bellemare : Les Histoires Extraodinaires (éditions Joker). Puis il collabore avec les éditions l'Eure du Terroir pour l'album collectif La Guerre des Belles Dames. Il s'associe ensuite avec Céka (scénario) pour dessiner un album historique : Ad victoriam, qui porte sur le site archéologique de Gisacum (édition Varou). Clech a également réalisé un certain nombre de « guides en BD » pour les éditions  Vents d'Ouest.

## Œuvre
- Les Aventures de Bigard, scénario de Jean-Marie Bigard, dessins de Jacky Clech', Éditions Jungle

1. Tome 1, 2005  (ISBN 2-87442-095-6)
2. Tome 2, 2006  (ISBN 2-87442-300-9)

- Le Guide, scénario de Jacky Goupil,  Vents d'Ouest

23. Le Guide des vacances, dessins de Jacky Clech', 2003  (ISBN 2-7493-0071-1)
25. Le Guide de la soixantaine, dessins de Jacky Clech', 2004  (ISBN 2-7493-0154-8)
26. Le Guide du célibataire, dessins de Jacky Clech', 2004  (ISBN 2-7493-0179-3)
- Les Inconnus - Les Zinédits, scénario de Pascal Fioretto, dessins de Jacky Clech', Albin Michel, 2007  (ISBN 978-2-226-14318-1)
- Mont Saint Michel - Histoires et légendes, scénario de Raphaël Tanguy et Céka, dessins de Gwendolyn Levier, Didier Ray, Juan María Córdoba, Olivier Brazao, Nicolas Desrues, Jeff Baud, Jacky Clech', André Houot, Cédric Pérez, Thierry Olivier, Marc Charbonnel, Sylvain Chevalier et Alexandre Gaillard, Association l'Eure du Terroir, collection Histoires et Légendes, 2012  (ISBN 978-2-9533278-6-1)
- La Guerre des Belles Dames, scénario de Raphaël Tanguy et Céka, dessins de Nicolas Desrues et Jacky Clech', Association l'Eure du Terroir, collection Histoires normandes, 2013  (ISBN 978-2-9533278-9-2)
- Pierre Bellemare raconte, scénario de Pierre Bellemare, dessins de Jacky Clech', P&T Production

1. Histoires extraordinaires, 2009  (ISBN 978-2-87265-446-8)
2. Histoires extraordinaires II : La Vengeance, 2010  (ISBN 978-2-87265-490-1)